# Præsidentvalget i USA 1936
Præsidentvalget i USA 1936 var det 38. præsidentvalget, som blev afholdt tirsdag d. 3. november 1936. Valget blev afholdt midt under Den Store Depression, hvor den siddende demokratiske præsident Franklin D. Roosevelt besejrede den republikanske modkandidat, Kansas guvernør Alf Landon. Roosevelt vandt en jordskredssejr, hvor han sikrede sig den højeste andel af både vælgerstemmerne og valgmandsstemmer siden det stort set ubestridte præsidentvalg i 1820. Den gennemgribende sejr konsoliderede New Deal-koalitionen, som sad på magten.
Roosevelt og vicepræsident John Nance Garner blev gennomineret uden modstand. Med opbakning fra partiledelsen besejrede Landon den progressive senator William Borah ved det republikanske nationalkonvent i 1936 og vandt derpå det republikanske kandidatur.
Valget fandt sted mens Den Store Depression gik ind i sit ottende år. Roosevelt arbejdede stadig på at presse sin New Deal økonomiske politik gennem Kongressen og domstolene. De politikker, han allerede havde vedtaget, såsom social sikring og arbejdsløshedsunderstøttelse, havde vist sig at være meget populær blandt de fleste amerikanere. Landon, som var en moderat politiker, accepterede meget af New Deal-tilgangen, men kritiserede den samtidig for at være ineffektiv og spild af penge.
Roosevelt vandt 60,8% af vælgerstemmerne, mens Landon vandt 36,5% og Lemke vandt knap 2%. Roosevelt vandt alle delstater undtagen Maine og Vermont, som tilsammen afgav otte valgmandsstemmer. Ved i alt at vinde 523 valgmandsstemmer modtog Roosevelt 98,49% af de samlede valgmandsstemmer, hvilket stadig er den højeste procentdel af valgmandsstemmerne vundet af nogen kandidat siden 1820. Roosevelt vandt også den højeste andel af de vælgerstemmerne siden 1820, selvom Lyndon Johnson senere ville overgå dette med en lidt højere andel af de vælgerstemmerne i forbindelse med præsidentvalget i 1964. Mens Roosevelt vandt den største del af valgmandsstemmerne til dato, vandt Ronald Reagan samlet set flere valgmænd i 1984, efter at flere valgmænd blev tilføjet. Roosevelts 523 valgmandsstemmer markerede første gang i amerikansk historie, at en præsidentkandidat modtog over 500 valgmandsstemmer ved et præsidentvalg.

## Yderligere læsning
- Andersen, Kristi . Oprettelsen af et demokratisk flertal: 1928-1936 (1979), statistisk
- Brown, Courtney. "Massedynamik i amerikanske præsidentkonkurrencer, 1928-1936." American Political Science Review 82.4 (1988): 1153-1181. online Arkiveret 9. oktober 2021 hos  Wayback Machine
- Burns, James MacGregor . Roosevelt: The Lion and the Fox (1956)
- Campbell, James E. "Kilder til den nye aftaleomlægning: Konverteringens og mobiliseringens bidrag til partipolitisk forandring." Western Political Quarterly 38.3 (1985): 357–376. online
- Fadely, James Philip. "Redaktører, fløjtestop og elefanter: Præsidentkampagnen i 1936 i Indiana." Indiana Magazine of History 1989 85(2): 101–137.ISSN 0019-6673ISSN 0019-6673
- Harrell, James A. "Negers lederskab i valgåret 1936." Journal of Southern History 34.4 (1968): 546–564. online
- Kennedy, Patrick D. "Chicagos irske amerikanere og Franklin D. Roosevelts kandidaturer, 1932-1944." Illinois Historical Journal 88.4 (1995): 263–278. online
- Leuchtenburg, William E. "Valget af 1936", i Arthur M. Schlesinger, Jr., red., A History of American Presidential Elections bind 3 (1971), analyse og primære dokumenter
- McCoy, Donald. Landon of Kansas (1968)
- Nicolaides, Becky M. "Radio Electioneering in the American Presidential Campaigns of 1932 and 1936," Historical Journal of Film, Radio and Television, juni 1988, Vol. 8 hæfte 2, s. 115-138
- Savage, Sean J. "The 1936-1944 Campaigns," i William D. Pederson, red. A Companion to Franklin D. Roosevelt (2011) s. 96-113 online
- Schlesinger, Jr., Arthur M. The Politics of Upheaval (1960)
- Sheppard, Si. Købet af formandskabet? Franklin D. Roosevelt, New Deal og valget i 1936 . Santa Barbara: Praeger, 2014.
- Shover, John L. "Fremkomsten af et topartisystem i det republikanske Philadelphia, 1924-1936." Journal of American History 60.4 (1974): 985–1002. online
- Spencer, Thomas T. "'Labour er med Roosevelt:' Pennsylvania Labour Non-Partisan League og valget i 1936." Pennsylvania History 46.1 (1979): 3-16. online

### Primære kilder
- Cantril, Hadley og Mildred Strunk, red.; Public Opinion, 1935–1946 (1951), massiv samling af mange offentlige meningsmålinger fra USA
- Gallup, George H. udg. Gallup Poll, bind 1 1935-1948 (1972) statistiske rapporter om hver meningsmåling
- Chester, Edward W En guide til politiske platforme (1977) online
- Porter, Kirk H. og Donald Bruce Johnson, red. Nationale partiplatforme, 1840-1964 (1965) online 1840-1956

## Eksterne links
- 1936 vælgerstemmer efter valgdistrikt
- Hvor tæt var valget i 1936? – Michael Sheppard, Massachusetts Institute of Technology
- Præsidentvalget i 1936: Optælling af stemmerne
- University of Penn Math Department Case Study I: The 1936 Literary Digest Poll